# Episodi de L'uomo di casa (quinta stagione)
La quinta stagione della serie televisiva L'uomo di casa è stata trasmessa dal canale televisivo statunitense ABC dal 25 settembre 2015 al 22 aprile 2016.
In Italia, la stagione è andata in onda su Fox Comedy dal 22 settembre al 1º dicembre 2016.
| nº | Titolo originale       | Titolo italiano            | Prima TV USA      | Prima TV Italiano |
| -- | ---------------------- | -------------------------- | ----------------- | ----------------- |
| 1  | The Wolf Returns       | Il ritorno del lupo        | 25 settembre 2015 | 22 settembre 2016 |
| 2  | Free Range Parents     | Genitori moderni           | 2 ottobre 2015    | 22 settembre 2016 |
| 3  | Ping-pong              | Ping-Pong                  | 9 ottobre 2015    | 29 settembre 2016 |
| 4  | Educating Boyd         | L'istruzione di Boyd       | 16 ottobre 2015   | 29 settembre 2016 |
| 5  | The Road Less Driven   | La strada meno battuta     | 23 ottobre 2015   | 6 ottobre 2016    |
| 6  | Halloween              | Halloween                  | 30 ottobre 2015   | 6 ottobre 2016    |
| 7  | The Dad Hat            | Padre e capo               | 6 novembre 2015   | 13 ottobre 2016   |
| 8  | The Big Sleepover      | L'ospite indesiderato      | 13 novembre 2015  | 13 ottobre 2016   |
| 9  | The Gratitude List     | La strana lista            | 20 novembre 2015  | 20 ottobre 2016   |
| 10 | The Puck Stops Here    | L'allenatore urlante       | 4 dicembre 2015   | 20 ottobre 2016   |
| 11 | Gift of the Wise Man   | Il dono del Re Magio       | 11 dicembre 2015  | 27 ottobre 2016   |
| 12 | Polar Run              | La corsa polare            | 8 gennaio 2016    | 27 ottobre 2016   |
| 13 | Mike and the Mechanics | Mike e i meccanici         | 15 gennaio 2016   | 3 novembre 2016   |
| 14 | The Ring               | L'anello                   | 29 gennaio 2016   | 3 novembre 2016   |
| 15 | Home Sweet Loan        | Casa dolce rata            | 5 febbraio 2016   | 10 novembre 2016  |
| 16 | Eve's Band             | La band di Eve             | 19 febbraio 2016  | 10 novembre 2016  |
| 17 | Tanks for the Memories | I modellini                | 26 febbraio 2016  | 17 novembre 2016  |
| 18 | He Shed She Shed       | Un capanno per due         | 11 marzo 2016     | 17 novembre 2016  |
| 19 | Outdoor Woman          | Donna sportiva             | 18 marzo 2016     | 24 novembre 2016  |
| 20 | Tattoo                 | Il tatuaggio               | 8 aprile 2016     | 24 novembre 2016  |
| 21 | The Marriage Doctor    | Il consulente matrimoniale | 15 aprile 2016    | 1 dicembre 2016   |
| 22 | The Shortcut           | La scorciatoia             | 22 aprile 2016    | 1 dicembre 2016   |